# ウェブログズ
 ウェブログズ（英語：Weblogs, Inc）とは、かつて存在したアメリカ合衆国のオンラインメディア企業（ブログパブリッシャー）である。現在はAOLの一部として、ブログネットワークを形成している。傘下にはEngadgetなどの有力なメディアを抱えている。

## 歴史

### 前史
ジェイソン・カラカニスは1990年代後半に、ニューヨークでIT業界向けの雑誌「シリコン・アレー・レポーター」を作っていた。手作りの冊子から始まった雑誌はインターネット・バブルと共に成功したが、その後バブルは崩壊した。

### 設立
2003年10月、カラカニスはブライアン・アルベイ（Brian Alvey）と共にマーク・キューバンの投資を得てウェブログズを設立した。ウェブログズはプロのブロガーを雇ってブログを使ったメディアを沢山作る一方で、ブログシステムや広告・渉外は一本化して利益を得るというアイデアを打ち出した。しかし、当時のブログはあくまで趣味として書くものであり、懐疑的な声が多く、同業他社のゴーカー・メディアも大成功の確信は持っていなかった。しかし結局このアイデアは成功し、ブログ・パブリッシャーと呼ばれる企業ジャンルが確立した。
ウェブログズは多くのメディアを作って、ブログネットワークを形成した。なかでも2004年に始まったエンガジェットは人気を博し、2004年と2005年の二年連続で「Best Tech Blog賞」を受賞した。これはガジェットを紹介するブログで、ゴーカー・メディアでギズモードを成功させたピーター・ロハス（Peter Rojas）が執筆した。
ウェブログズでは、この他にも自動車ブログの「Autoblog」やビデオゲームを紹介する「Joystiq」などが人気で、2005年には100人以上のブロガーを雇って85カテゴリのブログを運営するようになっていた。当時のユニークビジターは170万人／月（2005年10月）、ページビューは650万／月、年間収益は600万ドル（推定）に及び、エンガジェット日本語版も始まった（6月）。

### 買収
この成功に目をつけたのがポータルサイト大手のAOLである。ちょうどこの頃、アメリカのインターネット広告は急成長を遂げていた。広告をつける為のコンテンツが求められており、ブログもその1つだった。GoogleやYahoo!などは既にブログに力を入れており、AOLも対抗する必要があった。2005年10月、AOLはウェブログズを2500万ドルで買収し、AOL.comに組み込んだ。
カラカニスは１年後の2006年11月に社内の政変に抗議して退職したが、ウェブログズは成長を続け、世界進出も果たした。2008年のユニークビジターは全世界で3200万人／月（2008年8月）、ページビューは1億8700万／月、不況下にもかかわらず年間収益は3000万ドル（推定）となった。

## ブログ一覧
- Engadget（エンガジェット）- ガジェット。
- Joystiq（ジョイスティック）- ビデオゲーム。
- TV Squad（ティーブイ・スクオッド）- テレビ番組。
- Luxist（ラクシスト）- 宝石などのセレブファッション。
- TUAW - アップルコンピュータ。The Unofficial Apple Weblogの略。
- Download Squad（ダウンロード・スクオッド）- ソフトウェア。
- Autoblog（オートブログ）- 自動車。
- BloggingStocks（ブロギング・ストックス）- ファイナンス。